# Antoine Favre (juiz)
Antoine Favre (8 de Maio de 1897, Sion - 8 Novembro 1974, Sion) foi um professor de direito, político, e juiz federal Suiço.

## Biografia

### Origens e vida familiar
Nativo do Cantão de Valais, onde cresceu, era filho de Camilo Favre, cantonal de veterinária, e Emilia-Philomena Dubuis. Em 1925, casou-se com Jeanne-Marie Feigel, de Bulle. Juntos, tiveram 6 filhos.